# Edificio Lúcio Costa
El edificio Lúcio Costa, popularmente conocido como Banerjão, es un edificio de 31 pisos y 3 sótanos ubicado en el centro de la ciudad de Río de Janeiro, Brasil. Se levanta en el cruce de la avenida Nilo Peçanha con la rúa México frente al Buraco do Lume.
El edificio, icono del modernismo, fue construido en la década de 1960 según un diseño del arquitecto Henrique Mindlin. Fue sede del Banco do Estado da Guanabara (BEG), posteriormente rebautizado como Banco del Estado de Río de Janeiro (BANERJ). Fue uno de los sets de grabación de la película de 1968 Roberto Carlos em Ritmo de Aventura. Actualmente es la sede de la Asamblea Legislativa del Estado de Río de Janeiro. 
El edificio fue bautizado en honor de Lúcio Costa, arquitecto y planificador urbano brasileñoeiro nacido en Francia conocido por haber diseñado la ciudad de Brasilia, el barrio carioca de Barra da Tijuca y el Parque Eduardo Guinle.

## Nueva sede de la Asamblea Legislativa del Estado de Río de Janeiro
El Edificio Lúcio Costa alberga actualmente las oficinas de los diputados estaduales de Río de Janeiro y las áreas administrativas de la Asamblea Legislativa del Estado de Río de Janeiro (ALERJ). La reforma de la sede se financió con un fondo de 156 millones de reales procedentes de ahorros en el presupuesto de la ALERJ, que aprovechó la estructura original del edificio. La antigua sede de la Asamblea, el Palacio Tiradentes, se transformará en un centro cultural.
Inaugurado el 3 de agosto de 2021, el nuevo plenario de la Cámara Legislativa, donde tienen lugar las votaciones, se ubicará en el primer sótano del edificio. La antigua bóveda del Banco del Estado de Río de Janeiro, donde paredes de 60 centímetros protegían billetes, oro y objetos de valor, ha sido adaptada para albergar la sala de prensa. Cada planta del edificio alberga seis despachos con una superficie de 100 m² cada uno.